# Lessonia (entreprise)
Pour les articles homonymes, voir Lessonia.
Lessonia est une entreprise de biotechnologies créée en 2002, implantée à Saint-Thonan près de Brest dans le Finistère, spécialisée dans la production de cosmétiques et d'ingrédients cosmétiques, ainsi que d'ingrédients alimentaires. À l'origine, Lessonia  transformait les macro-algues marines en poudre micronisée, puis a progressivement élargi les sources d'approvisionnement en matières d'origine naturelle. 

## Histoire
La société Lessonia est fondée en juillet 2002 à Dirinon. Elle est dirigée par Christophe Winckler, ancien directeur commercial de Technature, biologiste de formation. Elle commence son activité industrielle à Milizac, avant de déménager en 2006 à Saint-Thonan.
L'entreprise capitalise sur la « Blue Valley » bretonne, le Finistère disposant d'une station biologique spécialisée dans les algues à Roscoff, l'Ifremer, d'autres antennes du CNRS, du label bio pour des zones de récolte d'algues. Elle participe au projet européen Genialg de recherche et de développement de l'industrie des macro-algues, coordonné par le CNRS pour un budget total de 12,2 millions d'euros[source secondaire souhaitée].
Elle emploie 200 salariés pour un chiffre d'affaires annuel de 25 millions d'euros en 2019. En 2018 une deuxième usine voit le jour pour un investissement de 7,5 millions d'euros (9 millions d'euros au total, une des plus importantes levées de fonds de l'Ouest en 2018).
Près des deux tiers des ventes de Lessonia s'effectuent à l'étranger, à travers 75 pays. L'entreprise a ouvert des bureaux commerciaux à Paris, Hong Kong et Mexico. Lessonia travaille notamment pour de grandes marques comme l'Oréal, Beiersdorf, Pierre Fabre, Colgate, Unilever, Yves Rocher, Clarins.